# Jamon Lucas Gordon
 Ovo je glavno značenje pojma Jamon Lucas Gordon. Za američkog košarkaša sličnog imena pogledajte Jamont Gordon.
Jamon Lucas Gordon (Jacksonville, Florida, 18. srpnja 1984.) je bivši američki profesionalni košarkaš. Može igrati na mjestu razigravača i na poziciji bek šutera. 

## Karijera
Studirao je na sveučilištu Virginia Tech. U prvoj sezoni prosječno je igrao 34 minute i postizao 11,4 poena, 6,0 skokova i 4,4 asistencije. Druga sezone je bila vrlo slična i prosječno je 31 minutu postizao 11,4 poena, 4,5 skoka i 4,5 asistencija. Nakon sveučilišta odlazi u Europu i prvi klub mu je bila turska Antalyja, nakratko bio član grčke AS Trikale, te Kölna. Za Köln je u sezoni 2008./09. prosječno postizao 13,9 koševa, 4,2 skoka i 4,1 asistenciju. Polovicom sezone napušta Köln i seli se u hrvatski Split CO. Ondje je zabijao 19.3 poena po utakmici u NLB ligi i 14.3 u hrvatskoj Ligi za prvaka. Na kraju sezone napustio je klub i početkom kolovoza preselio se u grčki Maroussi.

## Vanjske poveznice
- Profil na ESPN.com
- Profil na Basketball.doudiz.com